# Філіппа Бассет
Філіппа Бассет (англ. Philippa Basset; пом. 1265) — англійська аристократка, дочка Томаса Бассета (II), феодального барона Гедінгтона, і Філіппи Мобан. Батько за 500 марок купив право видати Філіппу в шлюб з неповнолітнім Генріхом де Бомоном, 5-м графом Воріком. Після смерті батька вона успадкувала частину його володінь, а після смерті чоловіка отримала частину його володінь як удовину. Хоча вона купила у короля право залишатися неодруженою, на настійну вимогу свого двоюрідного брата вона була змушена вступити в шлюб удруге — з сером Річардом Сівардом, колишнім найманцем. Однак після смерті кузена вона розлучилася.
До кінця свого життя керувала своїми володіннями, переживши двох дітей. Спадкоємцями її володінь стали дочки її молодшої сестри.

## Походження
Походила з англонормандського роду Бассетів, представники якої у XII—XIII століттях вірно служили королям Англії. Її дід, Томас Бассет (I), перебував на королівській службі з 1163 року й обіймав при дворі Генріха II Короткого Плаща різні адміністративні та судові посади. У 1163—1181 роках він був одним із баронів скарбниці, а також одним із королівських юстиціарів, який проводив виїзні сесії королівського суду на півдні та заході Англії. Його дружина, Аделіза, походила з англонормандського роду Данстанвілей, що мав володіння у Вілтширі, Шропширі, Сассексі, Корнуоллі й Оксфордширі. Її батько Алан I де Данстанвіль і його брат Роберт під час громадянської війни в Англії були прихильниками імператриці Матильди, завдяки чому опинилися спочатку при її дворі, а потім при дворі її сина, майбутнього короля Генріха II Короткого Плаща. Від шлюбу Томаса й Аделізи народилося 3 сини і дочка, батьком Філіппи був його другий син, Томас Бассет (II). Як і його батько, Томас II перебував на королівській службі (з 1180-х років), служив чотирьом королям Англії, отримавши за це від них низку володінь. Від короля Річарда I Левине Серце він доручив манори Колітон і Вітфорд в Девоні, а від Іоанна I Безземельного  феодальну баронію Гедінгтона в Оксфордширі, яку він утримував як єдиний лицарський ф'єф, що приносив йому дохід у 20 фунтів на рік. Також йому було надано опіку над кількома манорами, конфіскованими у нормандських землевласників, які перейшли на бік французів після конфіскації Нормандії королем Філіпп II Августом. Також він успадкував манор Норт-Сток в Оксфордширі.
Томас був одружений з Філіппе Мобан, дочкою Вільяма Фіц-Г'ю Мобана. Від цього шлюбу у нього народилося три дочки, старшою з яких була Філіппа.

## Біографія
Рік народження Філіппи невідомий. У 1205 році її батько за 500 марок придбав права на опіку неповнолітнього Генріха де Бомона, 5-го графа Воріка, сина померлого у 1203 році Валерана де Бомона, 4-го графа Воріка, після чого одружив його на своїй старшій дочці, Філіппі, хоча подібний шлюб для такого почесного графа був досить нерівнорідним. У 1220 році помер її батько. Оскільки синів у нього не було, його володіння були розділені між трьома дочками. Філіппа при цьому отримала Гедінгтон.
Її чоловік помер 10 жовтня 1229 року, після чого вона як удовичну частку отримала третину маєтку чоловіка в Ньюбурзі. Вона виявилася однією з кількох вдів, чиє довге життя стало основним фактором скорочення володінь наступних графів Воріків у XIII столітті, що, на думку істориків, спричинило зменшення їхнього впливу в англійській політиці.
Ставши вдовою, Філіппа заплатила королю 100 марок за право залишатися неолдруженою або обирати собі чоловіка. Однак не пізніше 4 листопада 1229 року вона все ж стала дружиною сера Річарда Сіварда, колишнього найманця. Ймовірно, її переконав одружитися двоюрідний брат, Гілберт Бассет. У 1233 році Сівард разом з Гілбертом Бассетом і його братами підтримав повстання Річарда Маршала, 3-го графа Пембрука, проти короля Генріха III, внаслідок чого володіння Філіппи опинилися в небезпеці. У січні 1234 року шериф Оксфордширу зніс будинки в Гедінгтоні, щоб отримати матеріали для відновлення спаленого Сівардом будинку графа Річарда Корнуольського. Водночас Філіппа отримала безоплатний супровід до чоловіка, який перебував у Валлійських марках.
Її двоюрідний брат Гілберт помер 1241 року. А вже до осені 1242 року Філіппа змогла розлучитися з чоловіком, можливо, заявивши, що вступила в шлюб з примусу. Вона погодилася на рівномірний поділ свого майна із Сівардом, однак у неї виник конфлікт із приводу боргів колишнього чоловіка. 19 вересня 1242 року було вирішено, що Філіппа заплатить йому 75 фунтів за його частку майна за вирахуванням боргів, які вона заплатить його боржникам.
Більше Філіппа не одружувалась. Вона продовжувала керувати своїми володіннями. 1246 року вона в суді захищала своє право на подвійну сотню Буллінгдона, яка традиційно входила до складу манора Гедінгтон.

## Смерть і спадщина
Померла незадовго до 29 листопада 1265 року. Похована в заснованому її дядьком, Гілбертом Бассетом (I) монастирі в Бистері.
У джерелах існують різночитання щодо того, хто була матір'ю двох дітей Генріха де Бомона, 5-го графа Воріка. «The Complete Peerage» вказує, що він був одружений двічі, а його першою дружиною була Марджері де Ойлі, і саме її називають матір'ю його дітей. Однак ця версія має низку проблем. 1203 року Розі Бевен запропонувала виправлену генеалогію, прийняту в онлайнових виправленнях «The Complete Peerage», згідно з якою Марджері була дружиною не Генрі, а його батька Валерана. Таким чином, вона була Генрі матір'ю. Відповідно, Філіппа була єдиною дружиною графа Воріка і матір'ю його дітей.
Це також пояснює, чому 1254 року знадобився церковний дозвіл на шлюб Ели Лонгспе і Філіппа Бассета, двоюрідного брата Філіппи, які перебували в «третьому ступені спорідненості». Першим чоловіком Ели був Томас де Бомон, 6-й граф Ворік. Якщо він був сином Філіппи, то його дружина саме опинялася в зазначеній мірі спорідненості. Ще одним доказом служить запис у «Close Roll» за 1242 рік, в якій Томаса, покійного графа Воріка, явно називають сином Філіппи.
Філіппа пережила обох своїх дітей від першого шлюбу. Томас, який успадкував після смерті батька титул графа Воріка, помер 1229 року, не залишивши дітей. Не мала дітей і його сестра Маргарита, графиня Ворік, яка померла 1253 року. Від другого шлюбу у неї був син Річард Сівард, який жив у Шотландії. Однак спадкоємцями земель Філіппи, за винятком вдовиної частки, яка залишилася їй після смерті першого чоловіка і повернулася до графів Воріка, були визнані Марджері, Ела й Ізабелла, дочки її молодшої сестри Аліси від шлюбу з Джоном Біссетом.

## Шлюб і діти
1-й чоловік: після 1205 року Генріх де Бомон (бл. 1190 — 10 жовтня 1229), 5-й граф Ворік з 1203 року. Діти:
- Томас де Бомон (Ньюбург) (пом. 26 червня 1242), 6-й граф Ворік з 1229 року.
- Маргарита де Бомон (Ньюбург) (пом. 3 червня 1253), 7-ма графиня Ворік з 1242 року; 1-й чоловік: до 23 серпня 1242 — Джон Маршал IV (помер 3 жовтня/23 жовтня 1242), маршал Ірландії, граф Ворік з права дружини; 2-й чоловік: до 14 вересня 1243 року Жан дю Плессі (помер 25 лютого 1263), граф Ворік за правом дружини[11].

2-й чоловік: до 4 листопада 1229 року (розлучення 1242) сер Річард Сівард (пом. 1248). Діти:
- Річард Сівард[5][7].

## Виноски
1. ↑  Одна проблема — хронологічна: батько Марджері помер 1163 року, тому якщо в момент передбачуваного шлюбу з Генрі де Бомоном після 1205 року їй було більше 40 років, тоді як граф Ворік у цей момент був неповнолітнім. Крім того, Генрі та Марджері перебували в забороненій мірі спорідненості. Також цей шлюб суперечив документально підтвердженим відомостям про те, що Томас Бассет у 1205 році заплатив 500 марок за шлюб Генрі зі своєю дочкою[9].
2. ↑  Його нащадки володіли землями у Шотландії до 1360 року.